# John Hay Whitney
John Hay Whitney (aussi appelé « Jock » Whitney), né le 17 août 1904 et mort le 8 février 1982, était ambassadeur des États-Unis au Royaume-Uni de 1957 à 1961, éditeur du New York Herald Tribune, et président du Museum of Modern Art. Il est membre de la famille Whitney.
Riche homme d'affaires, il est l'un des initiateurs du capital risque et principal actionnaire fondateur de Freeport Sulphur. Il use de son influence pour défendre les intérêts de la compagnie minière, particulièrement sous la présidence de Dwight D. Eisenhower, dont il avait soutenu financièrement la campagne électorale. La CIA intervient directement en faveur de l'entreprise en Indonésie.
Il a eu une aventure avec Pamela Harriman.

## Sources
- (en) Cet article est partiellement ou en totalité issu de l’article de Wikipédia en anglais intitulé « John Hay Whitney » (voir la liste des auteurs).